# Dosso (departamento)
Dosso é um  departamento da Dosso região em Níger com 512515 habitantes em 2014. Sua capital é a cidade de Dosso.

## Comunas rurais
O departamento é composto pelas seguintes comunas rurais:
- Farey
- Garankédey
- Gollé
- Goroubankassam
- Karguibangou
- Mokko
- Tessa
- Tombokoarey I
- Tombokoarey II
- Sambéra